# Megasema vallesiaca
Megasema vallesiaca är en fjärilsart som beskrevs av Henry Tibbats Stainton 1855. Megasema vallesiaca ingår i släktet Megasema och familjen nattflyn. Inga underarter finns listade i Catalogue of Life.